# 室木線
室木線（むろきせん）は、福岡県遠賀郡遠賀町の遠賀川駅から鞍手郡鞍手町の室木駅までを結んでいた日本国有鉄道（国鉄）の鉄道路線（地方交通線）である。1980年（昭和55年）の日本国有鉄道経営再建促進特別措置法（国鉄再建法）施行を受けて第1次特定地方交通線に指定され、1985年（昭和60年）4月1日に全線が廃止された。

## 路線データ
- 管轄：日本国有鉄道
- 区間（営業キロ）：遠賀川駅 - 室木駅 (11.2 km)
- 駅数：5（起点駅を含む）
- 軌間：1067 mm
- 複線区間：なし（全線単線）
- 電化方式：なし（全線非電化）

## 歴史
沿線の中小炭鉱から産出する石炭を輸送するために敷設された運炭鉄道であったが、1960年代以降はその使命を失い、晩年は典型的な通勤通学路線となっていた。終点の室木駅は山陽新幹線の線路に程近い場所にあることから、当線は山陽新幹線の建設時、室木トンネルまで延伸されて資材運搬用の路線として使われたことがある（後述）。
- 1908年（明治41年）7月1日：官営鉄道として遠賀川駅 - 室木駅間 (11.2 km) 、新延駅・八尋駅・室木駅が開業。
- 1909年（明治42年）10月12日：国有鉄道線路名称設定により室木線となる。
- 1939年（昭和14年）4月5日：古月駅が開業。
- 1959年（昭和34年）10月1日：新延駅を鞍手駅に改称。
- 1972年（昭和47年）9月1日：室木駅から山陽新幹線室木トンネル付近まで専用線を敷設。
- 1974年（昭和49年）
  - 1月20日：蒸気機関車の運転を廃止[2]。
  - 5月末まで：室木駅から室木トンネル付近までの専用線を撤去。
- 1978年（昭和53年）7月25日：古月駅 - 室木駅間 (7.4 km) の貨物営業を廃止。
- 1981年（昭和56年）9月18日：第1次特定地方交通線として廃止承認。
- 1984年（昭和59年）2月1日：遠賀川駅 - 古月駅間 (3.8 km) の貨物営業を廃止。以後、旅客列車はすべて気動車での運行となった[3]。
- 1985年（昭和60年）4月1日：全線 (11.2 km) を廃止、西日本鉄道にバス転換[1]。

## 使用車両・運行形態
- 8620形：逆機運転も行われていた。1974年（昭和49年）1月20日のさよなら運転は38634号機が担当した[4]。
- DE10形：主に客車列車で運用。

末期の旅客列車は6往復のみの運行だった。

## 輸送実績
| 年度 | 乗車人員（人） | 発送貨物 石炭（トン） |
| ---- | -------------- | --------------------- |
| 1952 | 192,543        | 278,414               |
| 1955 | 678,101        | 209,304               |
| 1960 | 816千          | 143,727               |
| 1963 | 771千          | 25,194                |

- 福岡県統計年鑑各年度版

## 駅一覧
全駅福岡県に所在。接続路線の事業者名、所在地は室木線廃止時点のもの。
| 駅名     | 駅間キロ | 営業キロ | 接続路線                 | 所在地       |
| -------- | -------- | -------- | ------------------------ | ------------ |
| 遠賀川駅 | -        | 0.0      | 日本国有鉄道：鹿児島本線 | 遠賀郡遠賀町 |
| 古月駅   | 3.8      | 3.8      |                          | 鞍手郡鞍手町 |
| 鞍手駅   | 3.4      | 7.2      |                          | 鞍手郡鞍手町 |
| 八尋駅   | 2.2      | 9.4      |                          | 鞍手郡鞍手町 |
| 室木駅   | 1.8      | 11.2     |                          | 鞍手郡鞍手町 |

## 山陽新幹線室木軌道工事区

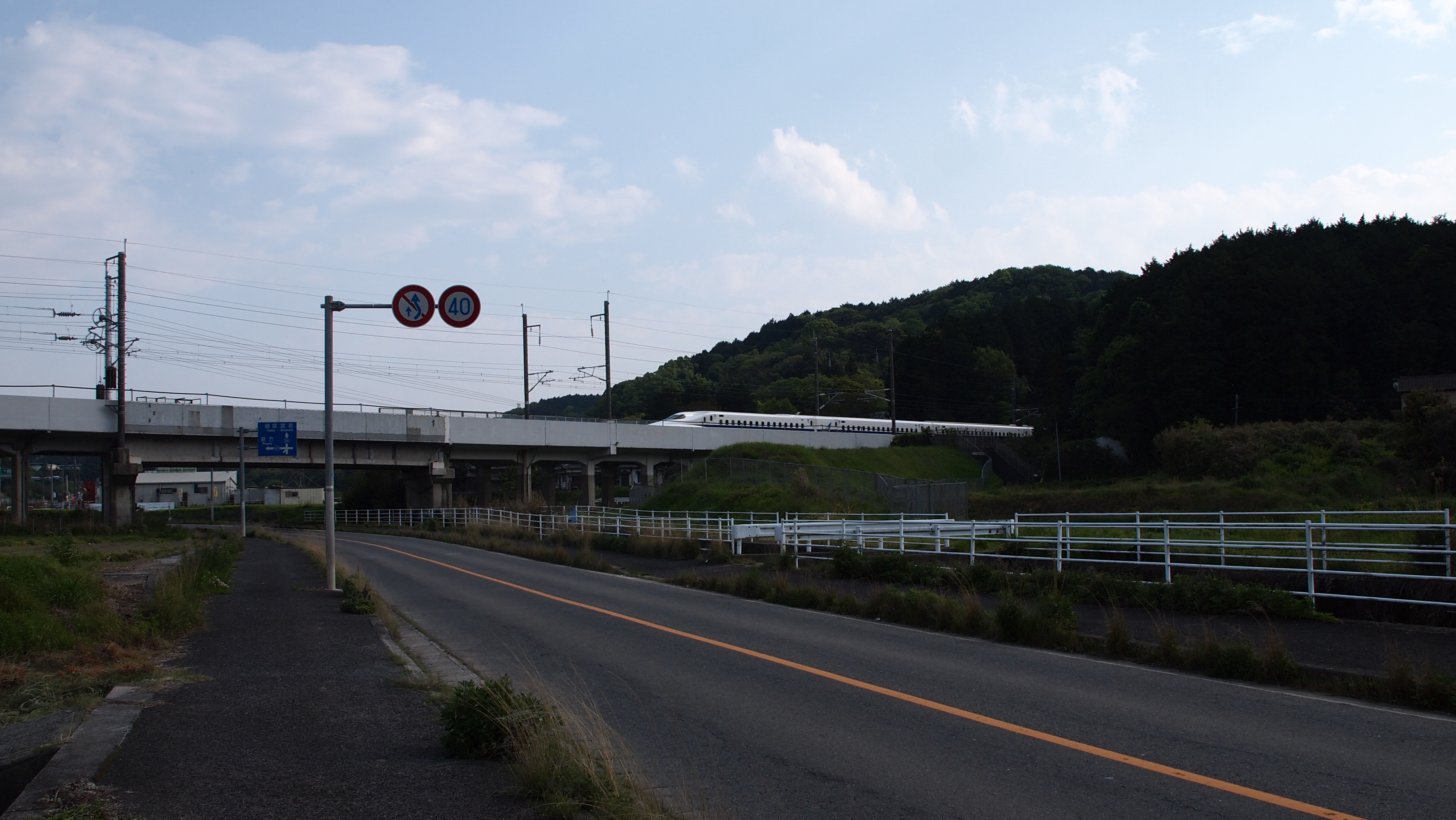
室木軌道工事区跡に残る仮線の跡。道路右側、新幹線の高架橋の手前に見える築堤

前述のとおり、室木線は山陽新幹線の建設現場に近かったことから、その建設に大きな貢献をしている。
1972年（昭和47年）9月1日、国鉄は山陽新幹線建設に向け、以前石炭の積み込みに使われその後空き地となっていた室木駅の構内と、隣接する鞍手町の土地（工場誘致のための造成団地だったが、立地条件が悪いなどで使われていなかった）を利用して下関工事局室木軌道工事区を設置、室木駅から室木トンネルの工事現場まで専用線を敷設した。トンネル内のレール敷設工事が始まると、新日本製鐵八幡製鐵所から輸送されてくる25-50 mのレールを室木軌道工事区で溶接し100-150 mにして枕木を取り付け、この線路を通って現場へ輸送され、さらにそこで溶接し1 km以上のロングレールにして敷設していった。
工事が進むとさらに北九州市八幡西区茶屋原にもこの工事区の出先基地が設けられ、線路敷となる箇所に2台の溶接機が設置され同様の工事が行われた。室木には鳥栖レールセンター、茶屋原には千葉と草津のレールセンターから、それぞれ技術者が来ていた。
1974年（昭和49年）9月25日、山陽新幹線のレールが博多駅までつながり、翌1975年（昭和50年）3月10日に山陽新幹線は博多駅まで開業した。その後工事区は解散となり、同年5月末までに工事区の施設や延長されたレールは全て撤去され、その後1985年（昭和60年）4月1日、室木線は廃止となった。
この資材運搬用の線路部分は山陽新幹線完成後も築堤として残っている。

## 廃止後の状況

### 代替バス

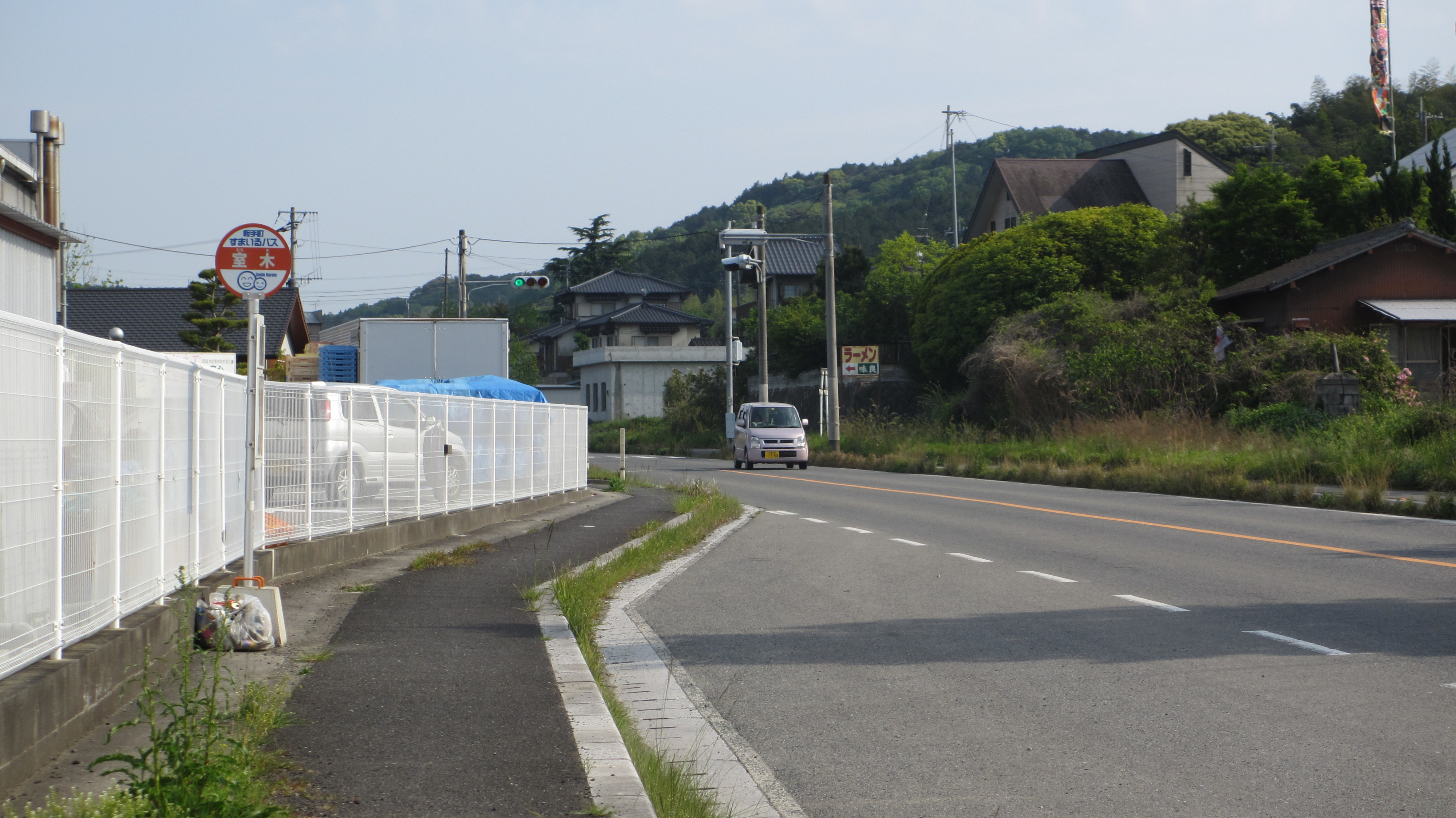
室木駅跡のコミュニティバス停

西日本鉄道（西鉄）が、廃線跡にほぼ並行する形で65番室木線を設定したが、1998年（平成10年）に廃止されている。遠賀川駅前 - 鞍手車庫 - 直方バスセンター間の66.68番は現存しており、遠賀川 - 鞍手間で室木線を代替する。廃止された65番、現存する66.68番ともに、旧古月駅・旧鞍手駅よりやや東側を通る。
ほかに、JR九州バスが直方線の一路線として（新）鞍手駅 - 八尋 - 室木 - 宮田町間に路線を運行しており、旧八尋駅・旧室木駅付近を通っていたが、2006年（平成18年）に廃止され、現在ではほぼ同じ区間に鞍手町コミュニティバス「すまいるバス」が運行されている。

### 廃線跡の状況
遠賀川駅を出てしばらく鹿児島本線と並走する部分には、レールはないもののガーダー橋などが残っているが、古月、鞍手、八尋、室木の各駅とも、駅跡を示すようなものは何もない。
また、八尋駅跡付近には鉄道時代からの木の柵が残っていた。旧室木駅前にある押しボタン式信号機には廃止後十数年もの間「室木駅前」という表示をしていたが、2000年代後期ごろ撤去されている。
鹿児島本線との分岐点付近には遠賀町が浄水施設を建設しており、そこから築堤が崩されているが当時の函渠はその施設までの通路に利用されている。但し、この通路の大部分も都市計画道路松ノ本・上別府線の計画用地内であり、鹿児島本線を跨ぐ道路と高架橋が建設されている。その通路の入口から先は県道55号のバイパス道路に利用されている。